# Контролно-пропускателен пункт
Контролно-пропускателният пункт, съкратено КПП, е термин от военното дело и сигурността, често свързан с охрана на граждански обекти и транспорт.
След атентатите в САЩ и Европа в началото на XXI век се повишава значението на контролно-пропускателните пунктове като мярка за сигурност.
Има 2 значения: подразбира се предимно като място за проверка и пропускане до обект или район и рядко като формирование на въоръжени сили на такова място.

## Място за контрол
Представлява специално оборудвано място, където се осъществява контрол и след това пропускане/непропускане за преминаване на хора (и личен багаж), превозни средства (и товари).
Когато КПП е на държавна граница, той се нарича граничен контролно-пропускателен пункт (ГКПП). Използва се също за контрол на достъпа до охраняеми райони (военни и изпитателни полигони, гранични и опасни зони) и обекти – държавни (управленски, военни/полицейски), обществени, стопански и частни.
В зависимост от условията КПП може да е:
- временен, оборудван в най-простия вариант само с бариера или подобна преграда на пътя, или
- постоянен, поместен в сграда с помещения за персонала и с технически средства за контрол и запис.

## Формирование за контрол
Обикновено това е отделна част или подразделение на граничните войски, както и мястото, където се ипълняват задачи по охрана на държавната граница..